# UCI Continental Team 2016
Nel 2016 queste erano le 168 squadre ciclistiche maschili, divise per continente, classificate come UCI Continental Team.

## Squadre UCI Continental 2016
Aggiornate al 31 dicembre 2016.

### Squadre dell'Africa
| Codice | Nome ufficiale             | Paese     |
| ------ | -------------------------- | --------- |
| KRD    | Kenyan Riders Downunder    | Kenya     |
| DDC    | Dimension Data for Qhubeka | Sudafrica |

### Squadre dell'America
| Codice | Nome ufficiale                              | Paese           |
| ------ | ------------------------------------------- | --------------- |
| LMC    | Los Matanceros                              | Argentina       |
| SEP    | San Luis Somos Todos                        | Argentina       |
| SEP    | Sindicato de Empleados Públicos de San Juan | Argentina       |
| GQC    | Garneau-Québecor                            | Canada          |
| HRB    | H&R Block Pro Cycling                       | Canada          |
| SPC    | Silber Pro Cycling                          | Canada          |
| BRC    | Boyacá Raza de Campeones                    | Colombia        |
| EPM    | EPM-Tigo-UNE-Área Metropolitana             | Colombia        |
| GWS    | GW Shimano                                  | Colombia        |
| MZN    | Manzana Postobón Team                       | Colombia        |
| MOT    | Movistar Team                               | Colombia        |
| SCQ    | Strongman Campagnolo-Wilier                 | Colombia        |
| CEE    | Coopenae Extralum                           | Costa Rica      |
| ECU    | Team Ecuador                                | Ecuador         |
| VIV    | Vivo Team Grupo Oresy                       | Paraguay        |
| DCT    | Inteja-MMR Dominican Cycling Team           | Rep. Dominicana |
| ACT    | Astellas Cycling Team                       | Stati Uniti     |
| AHB    | Axeon-Hagens Berman                         | Stati Uniti     |
| CPC    | Cylance-InCycle p/b Cannondale              | Stati Uniti     |
| ELV    | Elevate Pro Cycling p/b Bicycle World       | Stati Uniti     |
| HSD    | Holowesko-Citadel p/b Hincapie Sportswear   | Stati Uniti     |
| JBC    | Jelly Belly p/b Maxxis                      | Stati Uniti     |
| LRT    | Lupus Racing Team                           | Stati Uniti     |
| RLY    | Rally Cycling                               | Stati Uniti     |
| ILU    | Team Illuminate                             | Stati Uniti     |
| JAM    | Team Jamis                                  | Stati Uniti     |

### Squadre dell'Asia
| Codice | Nome ufficiale                                     | Paese               |
| ------ | -------------------------------------------------- | ------------------- |
| XDS    | Beijing XDS-Innova Cycling Team                    | Cina                |
| GTQ    | China Continental Team of Gansu Bank               | Cina                |
| YDL    | China Hainan Sports Lottery-Yindongli Cycling Team | Cina                |
| MSS    | Giant-Champion System Pro Cycling                  | Cina                |
| JLS    | Hainan Jilun-Shakeland Cycling Team                | Cina                |
| HBR    | Holy Brother Cycling Team                          | Cina                |
| HYS    | HY Sport-Look Continental Cycling                  | Cina                |
| NFC    | Ning Xia Sports Lottery-Livall Cycling Team        | Cina                |
| TYD    | Qinghai Tianyoude Cycling Team                     | Cina                |
| QTV    | Qinghai TV Cycling Team                            | Cina                |
| LSL    | Team Lvshan Landscape                              | Cina                |
| HEN    | Wisdom-Hengxiang Cycling Team                      | Cina                |
| GIC    | Geumsan Insam Cello                                | Corea del Sud       |
| KCT    | Korail Cycling Team                                | Corea del Sud       |
| KSP    | KSPO                                               | Corea del Sud       |
| LXC    | LX-IIBS Cycling Team                               | Corea del Sud       |
| SCT    | Seoul Cycling Team                                 | Corea del Sud       |
| MPC    | Al Marakeb Pro Cycling Team (Umm Al-Quwain)        | Emirati Arabi Uniti |
| ANS    | Nasr Dubai                                         | Emirati Arabi Uniti |
| SHJ    | Sharjah Team                                       | Emirati Arabi Uniti |
| SKD    | Skydive Dubai Pro Cycling Team-Al Ahli Club        | Emirati Arabi Uniti |
| AIS    | Aisan Racing Team                                  | Giappone            |
| BGT    | Bridgestone Anchor Cycling Team                    | Giappone            |
| GRF    | Gunma Grifin Racing Team                           | Giappone            |
| KIN    | Kinan Cycling Team                                 | Giappone            |
| MTR    | Matrix Powertag                                    | Giappone            |
| NAS    | Nasu Blasen                                        | Giappone            |
| SMN    | Shimano Racing Team                                | Giappone            |
| UKO    | Team Ukyo                                          | Giappone            |
| BLZ    | Utsunomiya Blitzen                                 | Giappone            |
| T7E    | 7 Eleven-Sava RBP                                  | Filippine           |
| HKS    | HKSI Pro Cycling Team                              | Hong Kong           |
| PCT    | Pegasus Continental Cycling Team                   | Indonesia           |
| PKY    | Pishgaman Giant Team                               | Iran                |
| TPT    | Tabriz Petrochemical CCN Team                      | Iran                |
| TSR    | Tabriz Shahrdari Team                              | Iran                |
| TSE    | Astana City                                        | Kazakistan          |
| V4E    | Vino 4-Ever Sko                                    | Kazakistan          |
| KCP    | Massi-Kuwait Cycling Project                       | Kuwait              |
| BIC    | Black Inc Cycling Team                             | Laos                |
| NSC    | NSC-Mycron                                         | Malaysia            |
| TSG    | Terengganu Cycling Team                            | Malaysia            |
| TSG    | Singha Infinite Cycling Team                       | Singapore           |
| ACY    | Action Cycling Team                                | Taiwan              |
| ATG    | Attaque Team Gusto                                 | Taiwan              |
| RTS    | RTS-Monton Racing Team                             | Taiwan              |

### Squadre dell'Europa
| Codice | Nome ufficiale                               | Paese         |
| ------ | -------------------------------------------- | ------------- |
| AMP    | Amplatz-BMC                                  | Austria       |
| HAC    | Hrinkow Advarics Cycleangteam                | Austria       |
| RWS    | Team Felbermayr-Simplon Wels                 | Austria       |
| VBG    | Team Vorarlberg                              | Austria       |
| TIR    | Tirol Cycling Team                           | Austria       |
| WSA    | WSA-Greenlife                                | Austria       |
| BCP    | Synergy Baku Cycling Project                 | Azerbaigian   |
| BOC    | Beobank-Corendon                             | Belgio        |
| CIB    | Cibel-Cebon                                  | Belgio        |
| CCB    | Color Code-Arden'Beef                        | Belgio        |
| CRV    | Crelan-Vastgoedservice Continental Team      | Belgio        |
| ERA    | ERA Real Estate-Circus                       | Belgio        |
| MNG    | Marlux-Napoleon Games Cycling Team           | Belgio        |
| SHI    | Superano Ham-Isorex                          | Belgio        |
| PCW    | T.Palm-Pôle Continental Wallon               | Belgio        |
| MMM    | Team 3M                                      | Belgio        |
| TFC    | Telenet-Fidea Cycling Team                   | Belgio        |
| VER    | Veranclassic-Ago                             | Belgio        |
| WIL    | Veranda's Willems Cycling Team               | Belgio        |
| WBC    | Wallonie Bruxelles-Group Protect             | Belgio        |
| MCC    | Minsk Cycling Club                           | Bielorussia   |
| MKT    | Meridiana-Kamen Team                         | Croazia       |
| VPC    | Riwal-Platform Cycling Team                  | Danimarca     |
| ABB    | Team Almeborg-Bornholm                       | Danimarca     |
| TCQ    | Team ColoQuick                               | Danimarca     |
| GSU    | Team Giant-Scatto U23                        | Danimarca     |
| TSO    | Team Soigneur-Copenhagen Pro Cycling         | Danimarca     |
| TTF    | Team Virtu Pro-VéloConcept                   | Danimarca     |
| ADT    | Armée de Terre                               | Francia       |
| AUB    | HP BTP-Auber 93                              | Francia       |
| RML    | Roubaix-Métropole européenne de Lille        | Francia       |
| SGT    | Christina Jewelry Pro Cycling                | Germania      |
| LKT    | LKT Team Brandenburg                         | Germania      |
| RNR    | Rad-net ROSE Team                            | Germania      |
| BAI    | Stradalli-Bike Aid                           | Germania      |
| THF    | Team Heizomat                                | Germania      |
| TKG    | Team Kuota-Lotto                             | Germania      |
| SVL    | Team Sauerland-NRW p/b Henley & Partners     | Germania      |
| JLT    | JLT Condor                                   | Gran Bretagna |
| MGT    | Madison Genesis                              | Gran Bretagna |
| NPC    | NFTO                                         | Gran Bretagna |
| PHE    | Pedal Heaven                                 | Gran Bretagna |
| RAL    | Team Raleigh-GAC                             | Gran Bretagna |
| WGN    | Team Wiggins                                 | Gran Bretagna |
| SKT    | An Post-ChainReaction                        | Irlanda       |
| CAT    | Cycling Academy Team                         | Israele       |
| AZT    | D'Amico-Bottecchia                           | Italia        |
| GME    | GM-Europa Ovini                              | Italia        |
| NMG    | Norda-MG.K Vis                               | Italia        |
| UNI    | Unieuro-Wilier                               | Italia        |
| ALB    | Alpha Baltic-Maratoni.lv                     | Lettonia      |
| RBD    | Rietumu-Delfin                               | Lettonia      |
| SBT    | Staki-Baltik Vairas Cycling Team             | Lituania      |
| LPC    | Leopard Pro Cycling                          | Lussemburgo   |
| CCD    | Team Differdange-Losch                       | Lussemburgo   |
| COH    | Team Coop-Øster Hus                          | Norvegia      |
| FIX    | Team Fixit.no                                | Norvegia      |
| TJB    | Team Joker Byggtorget                        | Norvegia      |
| KRA    | Team Ringeriks-Kraft                         | Norvegia      |
| TSS    | Team Sparebanken Sør                         | Norvegia      |
| BBD    | BabyDump Cycling Team                        | Paesi Bassi   |
| CJP    | Cyclingteam Jo Piels                         | Paesi Bassi   |
| RIJ    | Cyclingteam Join's-De Rijke                  | Paesi Bassi   |
| MET    | Metec-TKH Continental Cyclingteam p/b Mantel | Paesi Bassi   |
| PVC    | Parkhotel Valkenburg Continental Team        | Paesi Bassi   |
| RDT    | Rabobank Development Team                    | Paesi Bassi   |
| SEG    | SEG Racing Academy                           | Paesi Bassi   |
| D2B    | Dare 2B                                      | Polonia       |
| WIB    | Wibatech-Fuji                                | Polonia       |
| EFP    | Efapel                                       | Portogallo    |
| LAA    | LA Aluminios-Antarte                         | Portogallo    |
| LHL    | Louletano-Hospital de Loulé                  | Portogallo    |
| RPB    | Rádio Popular-Boavista                       | Portogallo    |
| TAV    | Sporting Tavira                              | Portogallo    |
| W52    | W52-FC Porto                                 | Portogallo    |
| ASP    | AC Sparta Praha                              | Rep. Ceca     |
| PFG    | CK Příbram Fany Gastro                       | Rep. Ceca     |
| KLC    | Klein-Constantia                             | Rep. Ceca     |
| SKC    | SKC Tufo Prostějov                           | Rep. Ceca     |
| ADP    | Team Dukla Praha                             | Rep. Ceca     |
| WHI    | Whirlpool-Author                             | Rep. Ceca     |
| TCT    | Tusnad Cycling Team                          | Romania       |
| LOK    | Lokosphinx                                   | Russia        |
| STF    | Start Vaxes-Partizan Cycling Team            | Serbia        |
| DKB    | Dukla-Banská Bystrica                        | Slovacchia    |
| ADR    | Adria Mobil                                  | Slovenia      |
| RAR    | Radenska-Ljubljana                           | Slovenia      |
| BUR    | Burgos-BH                                    | Spagna        |
| EUS    | Euskadi Basque Country-Murias                | Spagna        |
| BLI    | Bliz-Merida Pro Cycling                      | Svezia        |
| TTB    | Team Tre Berg-Bianchi                        | Svezia        |
| TRK    | Torku Şekerspor                              | Turchia       |
| AMO    | Amore & Vita-Selle SMP                       | Ucraina       |
| ISD    | ISD-Jorbi Continental Team                   | Ucraina       |
| KLS    | Kolss-BDC Team                               | Ucraina       |

### Squadre dell'Oceania
| Codice | Nome ufficiale                    | Paese     |
| ------ | --------------------------------- | --------- |
| AIW    | Avanti IsoWhey Sport              | Australia |
| DSR    | Data3 Cisco Racing Team p/b Scody | Australia |
| STG    | St. George Merida Cycling Team    | Australia |
| SOM    | State of Matter-MAAP              | Australia |